# Trường học Ninja
Trường học Ninja (tiếng Anh: Shuriken School) là loạt phim hoạt hình được phát sóng lần đầu tiên vào ngày 20 tháng 8 năm 2006. Phim được sản xuất bởi Xilam Animation và Zinkia Entertainment cùng với France 3 và Jetix Europe.

## Các nhân vật
- Eizan Kaburagi: là cậu bé 10 tuổi, lớn lên trong một gia đình thuộc tầng lớp lao động ở Tokirohama. Eizan rất thông minh, chăm chỉ và ham học hỏi. Mục tiêu duy nhất của cậu từ khi còn nhỏ là trở thành một Ninja và tránh bán cơm nắm. Vũ khí đặc trưng của cậu là một cây thước nhựa màu xanh lá cây. Cậu đôi khi cũng vụng về khi thể hiện trong tập "Phantom of the Kabuki".
- Jimmy B.: xuất thân trong một gia đình tự do ở New York, nhưng lại giả vờ ngoan hơn nhiều so với nguồn gốc thực sự của mình. Cậu đã dành toàn bộ thời gian cho nhóm nhạc rap của mình, phát triển tài năng nhảy breakdance thực sự. Cha mẹ cậu rất bối rối và chán ngấy với những lời bình luận của những người hàng xóm, nên đã gửi cậu đến Tokirohama để ở với dì và chú của mình. Trước khi đến với Trường Shuriken, cậu đã đến trường Katana, trường đối thủ của Shuriken, nhưng bị đuổi học sau một tuần. Vũ khí của cậu là một chiếc ván trượt.
- Okuni Dohan: là thành viên nữ duy nhất của nhóm chính và là người được nghiên cứu kỹ lưỡng nhất trong số họ. Cô thường xuyên trích dẫn các ví dụ từ các bài học quan trọng, đồng thời sở hữu kỹ năng suy luận tuyệt vời và tài năng gấp giấy (origami). Cô cũng có sự cạnh tranh ám chỉ giữa Okuni và Ami. Vũ khí chính mà cô lựa chọn là một chiếc dây nhảy.

## Diễn viên

### Phiên bảntiếng Pháp
- Hélène Bizot - Eizan Kaburagi
- Sophie Arthuys - Jimmy B.
- Emilie Rault - Okuni Dohan
- Pierre Baton - Hiệu trưởng Sensei, Zumichito
- Isabelle Volpe - Jacques Morimura
- Stéphanie Lafforge - Choki
- Sauvane Delanoë - Marcos Gonsales, Daisuke Togakame
- Ariane Aggiage - Kita Shunai, Nobunaga
- Bruno Magne - Vladimir "Vlad" Keitawa
- Denis Laustriat - Kubo Utamaro
- Philippe Valmont - Tetsuo Matsura
- Brigitte Lecordier - Kimura Twins
- Jean-Claude Donda - Naginata, Yota Suguimura, Cleaning Lady (Cô lao công)
- Benjamin Pascal - Bruce Chang
- Pascal Massix - Hiệu trưởng trường Katana

### Phiên bảntiếng Anh
- Nathan Kress - Eizan, Jacques, Choki, Marcos
- Charlie Adler - Vladimir, Hiệu trưởng trường Shuriken, Tetsuo, Principal of Katana, Cleaning Lady (Cô lao công)
- Jessica DiCicco - Okuni, Ami, Kita, Kimura Twins, Yota
- Maurice LaMarche - Daisuke, Naginata, Kubo, Zumichito
- Kimberly Brooks - Jimmy, Nobunaga, Bruce Chang

## Ảnh hưởng
Tại Việt Nam, loạt phim ra mắt trọn bộ 26 tập đã có lồng tiếng được phát sóng chiếu trên kênh truyền hình HTV3, loạt phim 26 tập được phát sóng trên 3 kênh, đó là: ANT - BPTV3, SAM - BTV11, An Viên - BTV9.

## Bộ phim
Một bộ phim hoạt hình mang tên Trường học Ninja: Bí mật Ninja (tiếng Anh: Shuriken School: The Ninja's Secret) (còn được gọi là Bí mật Ninja: Cuộc phiêu lưu trong trường học Ninja Shuriken (tiếng Anh: The Ninja's Secret: A Shuriken School Adventure)) được sản xuất bởi Xilam. Bộ phim này được phát sóng vào ngày 21 tháng 12 năm 2007 trên kênh Disney Channel Asia. Tại Hoa Kỳ, bộ phim này được phát hành trên DVD vào ngày 15 tháng 4 năm 2014 từ Cinedigm.

### Cốt truyện
"Bộ phim theo chân các nhân vật Eizan, Jimmy và Okuni trong kỳ nghỉ hè. Họ sớm tham gia vào một cuộc đấu tranh thú vị mặc dù nguy hiểm vì danh tiếng, gia đình và nhiều thứ khác khi cha của Eizan bị bắt cóc bởi các Ninja chuyên nghiệp. Khi lên đường tìm và giải cứu cha của Eizan, họ phải sử dụng các kỹ năng và kỹ thuật mà họ đã học rất chăm chỉ trong năm đầu tiên của khóa đào tạo Ninja - đã đe dọa giấc mơ và tiềm năng trở thành một Ninja thực thụ của Eizan. Một loạt các sự kiện làm sáng tỏ khi Eizan cố gắng làm sáng tỏ tên tuổi của mình, thực hiện ước mơ và đảm bảo vị trí của mình tại Trường học Ninja."

### Diễn viên (lồng tiếng)
- Nathan Kress - Eizan
- Charlie Adler - Vladimir, Hiệu trưởng của Shuriken, Tetsuo, Hiệu trưởng trường Katana, cha của Eizan
- Jessica DiCicco - Okuni, Ami
- Kimberly Brooks - Jimmy, Nobunaga, Bruce Chang, mẹ của Eizan
- Maurice LaMarche - Daisuke, Naginata, Kubo, Zumichito
- Billy West (chưa được công nhận)